# Mirosław Szymkowiak
Mirosław Szymkowiak (uitspraak: [miˈrɔswaf ʂɨmˈkɔviak], ong. mieroswaf sjemkovjak) (Poznań, 12 november 1976) is een Pools voormalig betaald voetballer die bij voorkeur op het middenveld speelde. Hij was van 1994 tot 2007 actief voor achtereenvolgens Olimpia Poznań, Widzew Łódź, Wisła Kraków en Trabzonspor. Van 1997 tot en met 2006 speelde hij 33 interlands in het Pools voetbalelftal, waarvoor hij drie keer scoorde. Szymkowiak debuteerde op 5 april 2007 als verslaggever voor Canal+ in Polen, tijdens de wedstrijd GKS Bełchatów - Zagłębie Lubin.
Szymkowiaks profloopbaan begon bij Olimpia Poznań, een kleinere club uit zijn geboortestad. In 1994 stapte hij over naar Widzew Łódź, waar hij vijf seizoenen voor uitkwam. Tijdens de winterstop van het seizoen 2000-2001 verkaste hij vervolgens naar Wisła Kraków. Daarmee werd hij dat jaar en ook in 2003 en 2004 Pools landskampioen. Szymkowiak ging in januari 2005 voor het eerst de grens over toen hij tekende bij Trabzonspor. Op 30 december 2006 maakte hij bekend dat hij met onmiddellijke ingang stopte met het profvoetbal.
Szymkowiak speelde zijn eerste interland voor Polen op 6 september 1997 tegen Hongarije. Hij speelde twee wedstrijden op het WK 2006.

## Statistieken
| seizoen    | club           | land             | competitie  | wed. | goals |
| ---------- | -------------- | ---------------- | ----------- | ---- | ----- |
| 1994-1995  | Olimpia Poznań | Vlag van Polen   |             | 15   | 3     |
| 1994-1995  | Widzew Łódź    | Vlag van Polen   | Ekstraklasa | 16   | 0     |
| 1995-1996  | Widzew Łódź    | Vlag van Polen   | Ekstraklasa | 15   | 1     |
| 1996-1997  | Widzew Łódź    | Vlag van Polen   | Ekstraklasa | 30   | 1     |
| 1997-1998  | Widzew Łódź    | Vlag van Polen   | Ekstraklasa | 32   | 4     |
| 1998-1999  | Widzew Łódź    | Vlag van Polen   | Ekstraklasa | 11   | 4     |
| 1999-2000  | Widzew Łódź    | Vlag van Polen   | Ekstraklasa | 24   | 0     |
| 2000-2001  | Widzew Łódź    | Vlag van Polen   | Ekstraklasa | 14   | 1     |
| 2000-2001  | Wisła Kraków   | Vlag van Polen   | Ekstraklasa | 14   | 2     |
| 2001-2002  | Wisła Kraków   | Vlag van Polen   | Ekstraklasa | 24   | 4     |
| 2002-2003  | Wisła Kraków   | Vlag van Polen   | Ekstraklasa | 17   | 1     |
| 2003-2004  | Wisła Kraków   | Vlag van Polen   | Ekstraklasa | 24   | 5     |
| 2004-2005  | Wisła Kraków   | Vlag van Polen   | Ekstraklasa | 12   | 1     |
| 2004-2005  | Trabzonspor    | Vlag van Turkije | Süper Lig   | 16   | 9     |
| 2005-2006  | Trabzonspor    | Vlag van Turkije | Süper Lig   | 25   | 5     |
| 2006-2007  | Trabzonspor    | Vlag van Turkije | Süper Lig   | 14   | 0     |
| Bijgewerkt | 09-04-2007     |                  |             |      |       |

## Erelijst
- Pools kampioen: 2001, 2003, 2004
- Pools bekerwinnaar: 2002, 2003
- Winnaar Puchar Ligi: 2001

## Interlands
| WK-statistieken              | Club        | Positie      | W |   |   | D | A |   |   |   |
| ---------------------------- | ----------- | ------------ | - | - | - | - | - | - | - | - |
| Polen op het WK voetbal 2006 | Trabzonspor | Middenvelder | 2 | 0 | 0 | 0 | 0 | 0 | 0 | 0 |